# Alfons VII de Ribagorça
Alfons VII de Ribagorça o Alfons d'Aragó i López de Gurrea (1487-1550). Comte de Ribagorça i segon duc de Luna.
Fill de Joan II de Ribagorça, i Maria Lopez de Gurrea i Torrelles, anomenada la ricahembra.

## Núpcies i descendents
Es va casar en 1503 amb Elisabet de Cardona i Enríquez, filla de Joan Ramon Folc IV de Cardona.
En 1514 es casà amb Ana Sarmiento Ulloa y Castilla (Comtes de Salinas), amb la que va tenir un fill;
- Martí d'Aragó, comte de Ribagorça.

El 1512 el seu pare va renunciar als múltiples càrrecs que tenia i li va traspassar els títols.